# Kanton Saint-Jean-de-Losne
Der Kanton Saint-Jean-de-Losne war bis 2015 ein französischer Wahlkreis im Arrondissement Beaune, im Département Côte-d’Or und in der Region Burgund; sein Hauptort war Saint-Jean-de-Losne. Vertreter im Generalrat des Départements war von 2004 bis 2015 Roger Ganée (PS). 
Der aus 17 Gemeinden bestehende Kanton war 175,72 km² groß und hatte 10.393 Einwohner (Stand: 1999).

## Gemeinden
| Gemeinde                   | Einwohner Jahr | Fläche km² | Bevölkerungsdichte | Code INSEE | Postleitzahl |
| -------------------------- | -------------- | ---------- | ------------------ | ---------- | ------------ |
| Aubigny-en-Plaine          | 454 (2013)     | 6,34       | 72 Einw./km²       | 21031      | 21170        |
| Brazey-en-Plaine           | 2.466 (2013)   | 25,55      | 97 Einw./km²       | 21103      | 21470        |
| Charrey-sur-Saône          | 359 (2013)     | 5,75       | 62 Einw./km²       | 21148      | 21170        |
| Échenon                    | 761 (2013)     | 10,62      | 72 Einw./km²       | 21239      | 21170        |
| Esbarres                   | 729 (2013)     | 15,86      | 46 Einw./km²       | 21249      | 21170        |
| Franxault                  | 449 (2013)     | 12,32      | 36 Einw./km²       | 21285      | 21170        |
| Laperrière-sur-Saône       | 419 (2013)     | 11,17      | 38 Einw./km²       | 21342      | 21170        |
| Losne                      | 1.681 (2013)   | 22,61      | 74 Einw./km²       | 21356      | 21170        |
| Magny-lès-Aubigny          | 209 (2013)     | 6,99       | 30 Einw./km²       | 21366      | 21170        |
| Montagny-lès-Seurre        | 108 (2013)     | 7,16       | 15 Einw./km²       | 21424      | 21250        |
| Montot                     | 200 (2013)     | 7,51       | 27 Einw./km²       | 21440      | 21170        |
| Saint-Jean-de-Losne        | 1.167 (2013)   | 0,6        | 1945 Einw./km²     | 21554      | 21170        |
| Saint-Seine-en-Bâche       | 323 (2013)     | 8,38       | 39 Einw./km²       | 21572      | 21130        |
| Saint-Symphorien-sur-Saône | 374 (2013)     | 7,9        | 47 Einw./km²       | 21575      | 21170        |
| Saint-Usage                | 1.293 (2013)   | 9,36       | 138 Einw./km²      | 21577      | 21170        |
| Samerey                    | 143 (2013)     | 7,02       | 20 Einw./km²       | 21581      | 21170        |
| Trouhans                   | 628 (2013)     | 10,6       | 59 Einw./km²       | 21645      | 21170        |